# Oreodera flavopunctata
Oreodera flavopunctata är en skalbaggsart som beskrevs av Fuchs 1958. Oreodera flavopunctata ingår i släktet Oreodera och familjen långhorningar. Inga underarter finns listade i Catalogue of Life.